# 赤湯車站

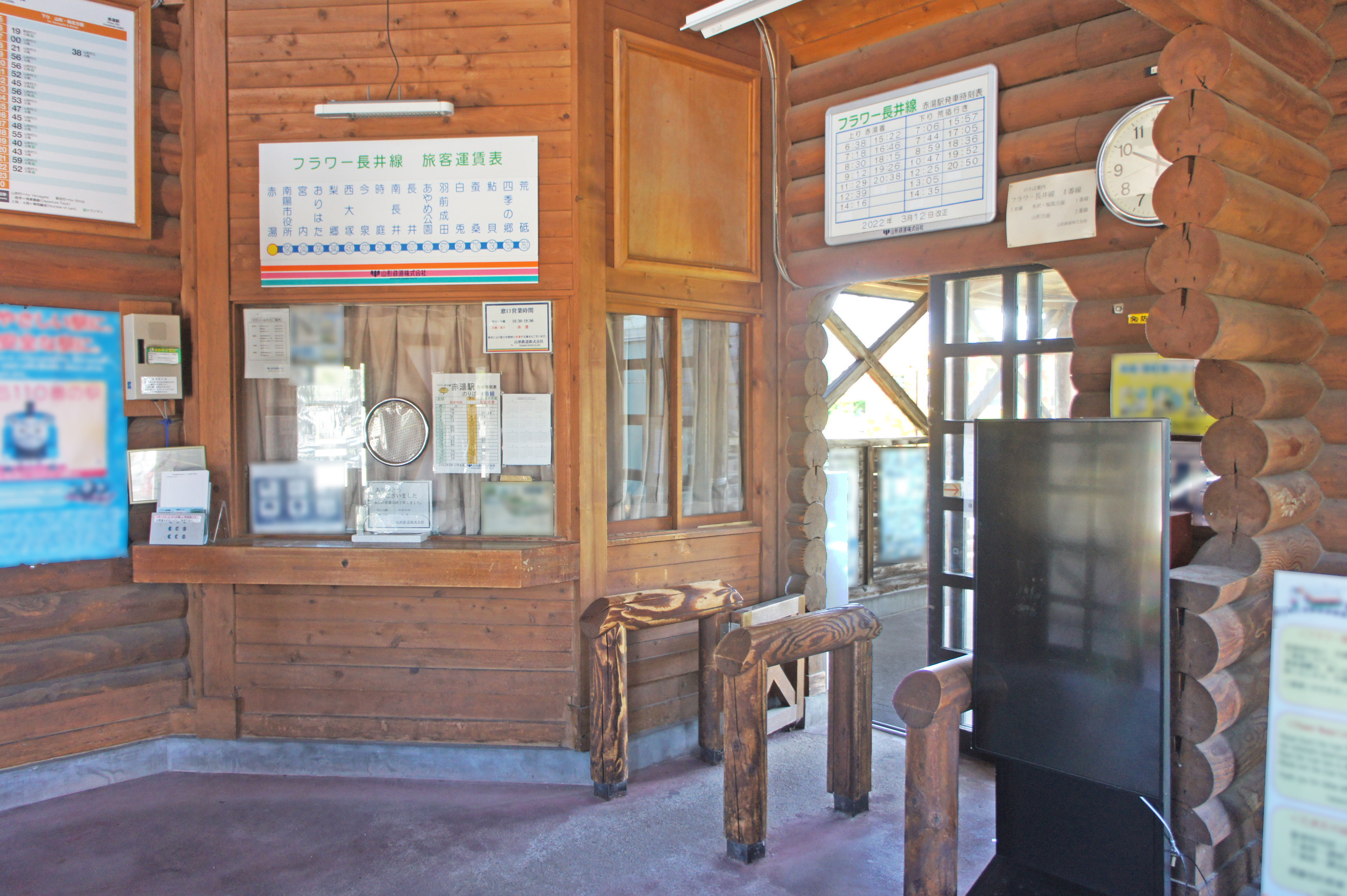
西口（2022年8月）

赤湯車站（日语：〔〕／ Akayu eki */?）是一個位於日本山形縣南陽市郡山，由東日本旅客鐵道（JR東日本）與地方第三部門鐵路業者山形鐵道所共用的鐵路車站。赤湯是JR東日本所屬的山形新幹線與奧羽本線（山形線路段），與山形鐵道所屬的花長井線（フラワー長井線）之交會車站，雖然在過去幾條鐵路線在赤湯皆有相連，但自從奧羽本線的軌道經過升級改為三軌的迷你新幹線用規格之後，就不再與花長井線之間有任何直接的連結。
為配合鐵路系統的不同，赤湯車站的車站本體劃分為東西兩半，其中東口方向是由JR東日本所使用的站區，為配合山形新幹線的啟用而修築的新站體，由建築師鈴木愛德華（鈴木 エドワード）所設計，使用了來自滑翔翼的造型靈感。相反的，由山形鐵道所使用的西口方向，卻使用了頗有古風的原木屋（Log house）設計。兩邊的站區雖有相連，但旅客必須實際通過檢票口之後，利用月台區的連絡通道才能行抵另一側的站區。
赤湯車站除了是所在地南陽市的主車站之外，同時也是當地著名的觀光點、赤湯溫泉的主要進出門戶。

## 車站結構

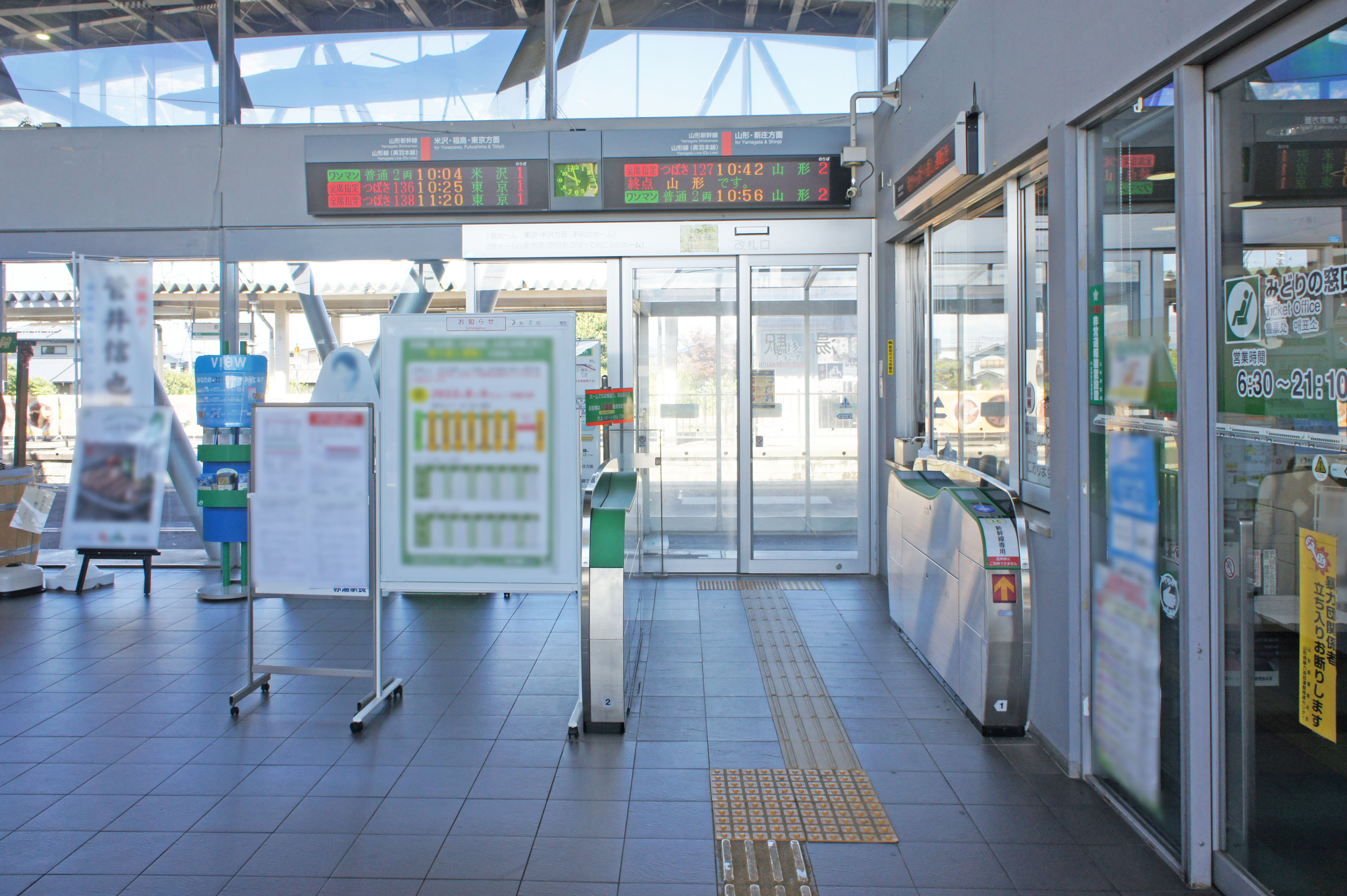
東閘口（2022年8月）

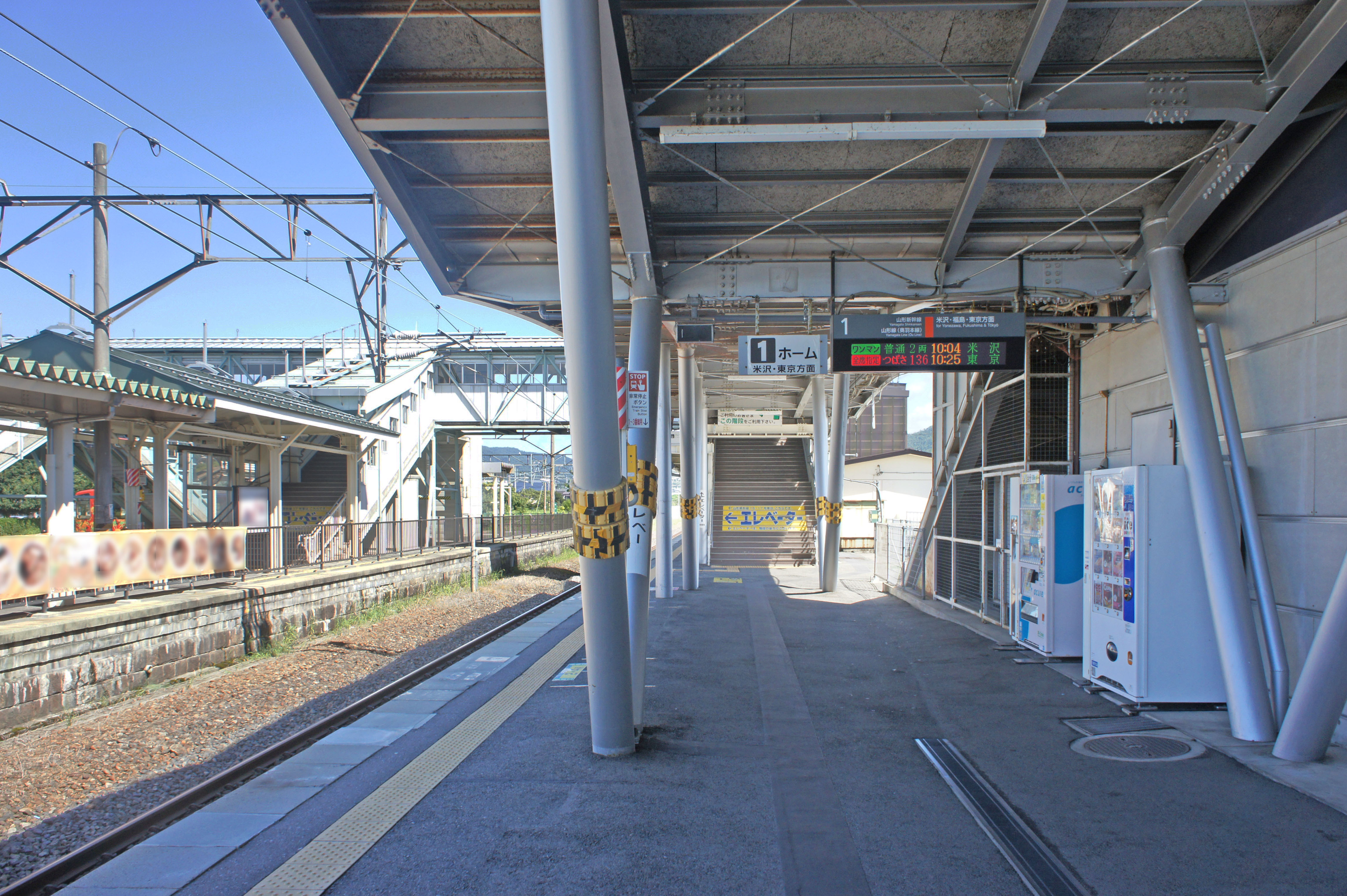
1號月台（2022年8月）

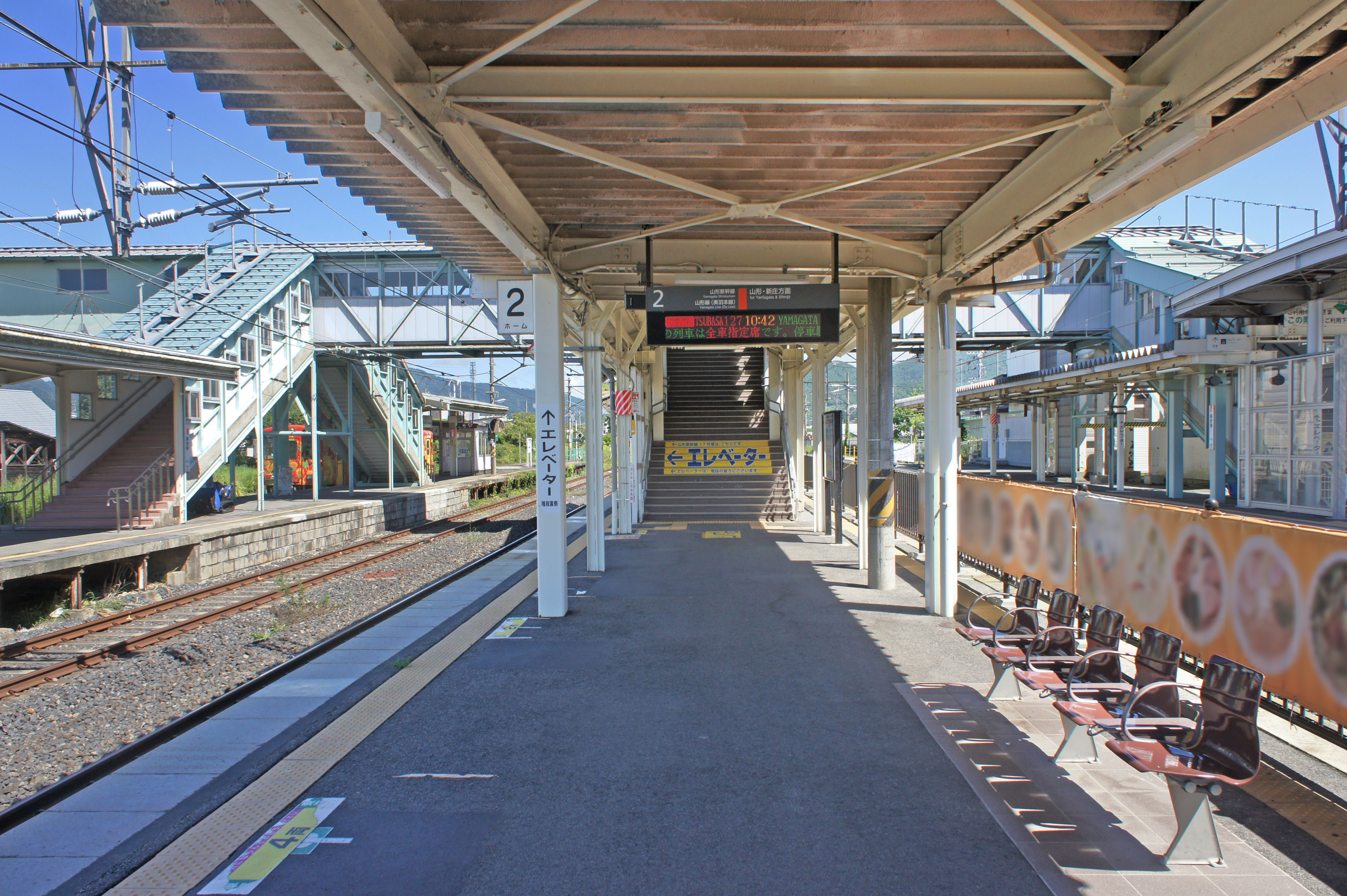
2號月台（2022年8月）

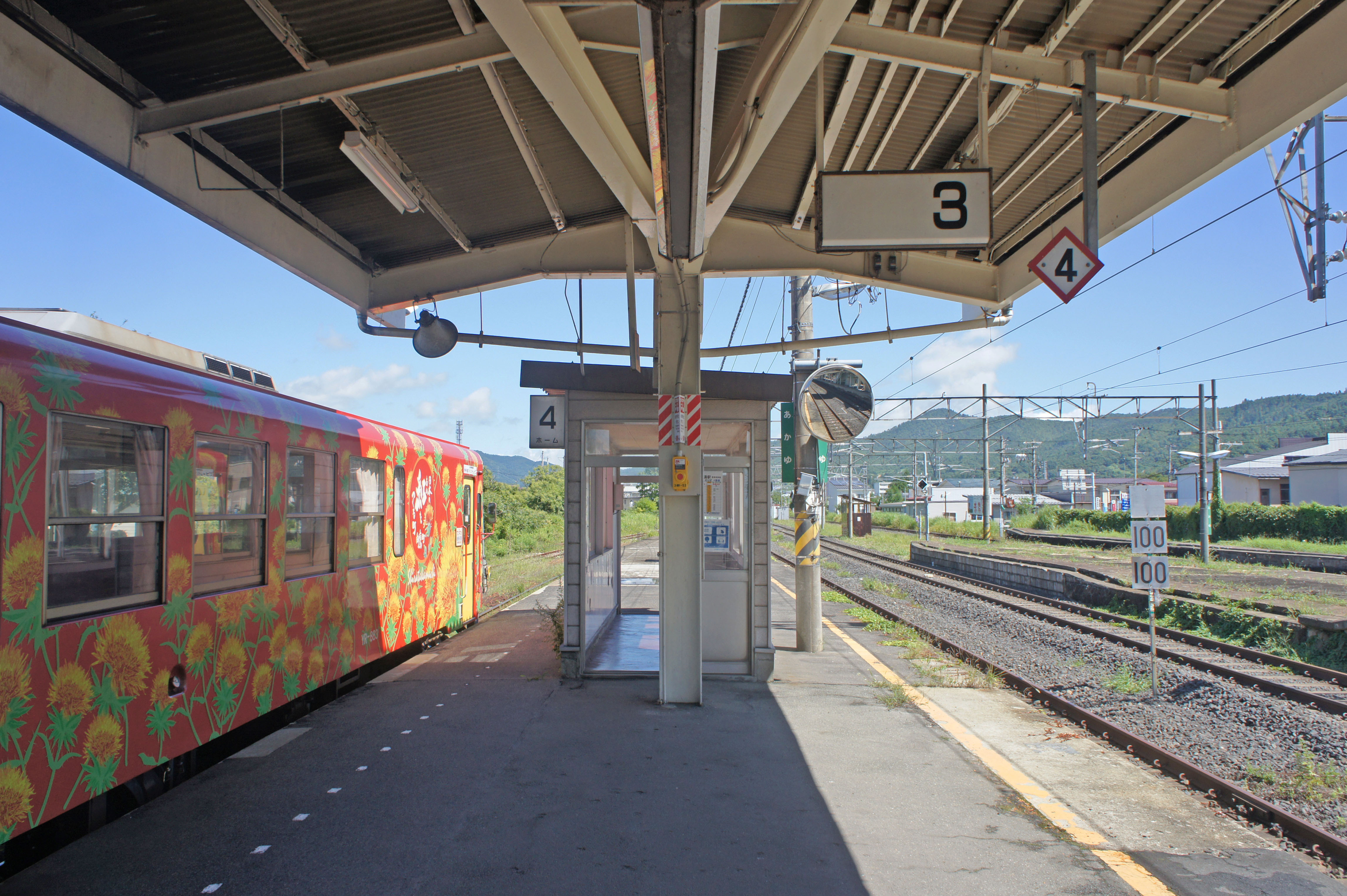
3號與4號月台（2022年8月）

此車站是側式月台、島式月台混合3面4線的地面車站。東口站房於1993年完工啟用。

### 月台配置
| 月台 | 路線        | 方向 | 目的地                             |
| ---- | ----------- | ---- | ---------------------------------- |
| 1    | ■山形新幹線 | 上行 | 米澤、福島、宇都宮、大宮、東京方向 |
| 1    | ■山形線     | 上行 | 米澤、福島方向                     |
| 2    | ■山形新幹線 | 下行 | 山形、新庄方向                     |
| 2    | ■山形線     | 下行 | 山形、新庄方向                     |
| 3    | ■山形線     | 上行 | 米澤、福島方向（待避列車）         |
| 4    | ■花長井線   |      | 宮內、今泉、長井、荒砥方向         |

## 相鄰車站
東日本旅客鐵道
■山形新幹線
高畠－赤湯－上之山溫泉
■山形線（奧羽本線）
高畠－赤湯－（北赤湯信號場）－中川
山形鐵道
■花長井線
赤湯－南陽市役所

38°2′50″N 140°8′57″E / 38.04722°N 140.14917°E
1. ↑  . 鈴木エドワード 建築設計事務所.   [2019-09-19]. （原始内容存档于2017-06-03） （日语）.